# Lavandula tenuisecta
Lavandula tenuisecta là một loài thực vật có hoa trong họ Hoa môi. Loài này được Coss. ex Ball mô tả khoa học đầu tiên năm 1878.